# Teatr Gry i Ludzie
Teatr Gry i Ludzie – teatr w Katowicach, z siedzibą przy ulicy Gliwickiej 120 na terenie dzielnicy Załęże. 
Założony został w 1997 roku i ma charakter podróżujący, występując na scenach krajowych i zagranicznych. Zespół tworzą ludzie o różnych korzeniach i doświadczeniach artystycznych. Teatr podejmuje współpracę ze środowiskami związanymi z teatrami instytucjonalnymi oraz innymi teatrami niezależnymi. Prowadzony jest przez Stowarzyszenie Ogrody Teatru. 

## Historia
Teatr został założony w 1997 roku i od początku był zespołem podróżującym, realizujący spektakle uliczny, jak i na deskach teatralnych. 20 grudnia 2019 roku zainaugurowano w nim teatrze scenę dla dzieci najmłodszych, a 31 stycznia 2020 roku wprowadzono stały repertuar dla widzów dorosłych.
Teatr swoją scenę w latach 2003–2022 miał w budynku dworca kolejowego stacji Katowice Dąbrówka Mała przy alei Niepodległości 2. W 2023 roku przy ulicy Gliwickiej 120 w katowickiej dzielnicy Załęże powstała Scena Gliwicka 120, która stała się nową siedzibą teatru, a także nową przestrzenią kultury i sztuki w Katowicach. Jej otwarcie odbyło się 5 marca.

## Działalność teatralna

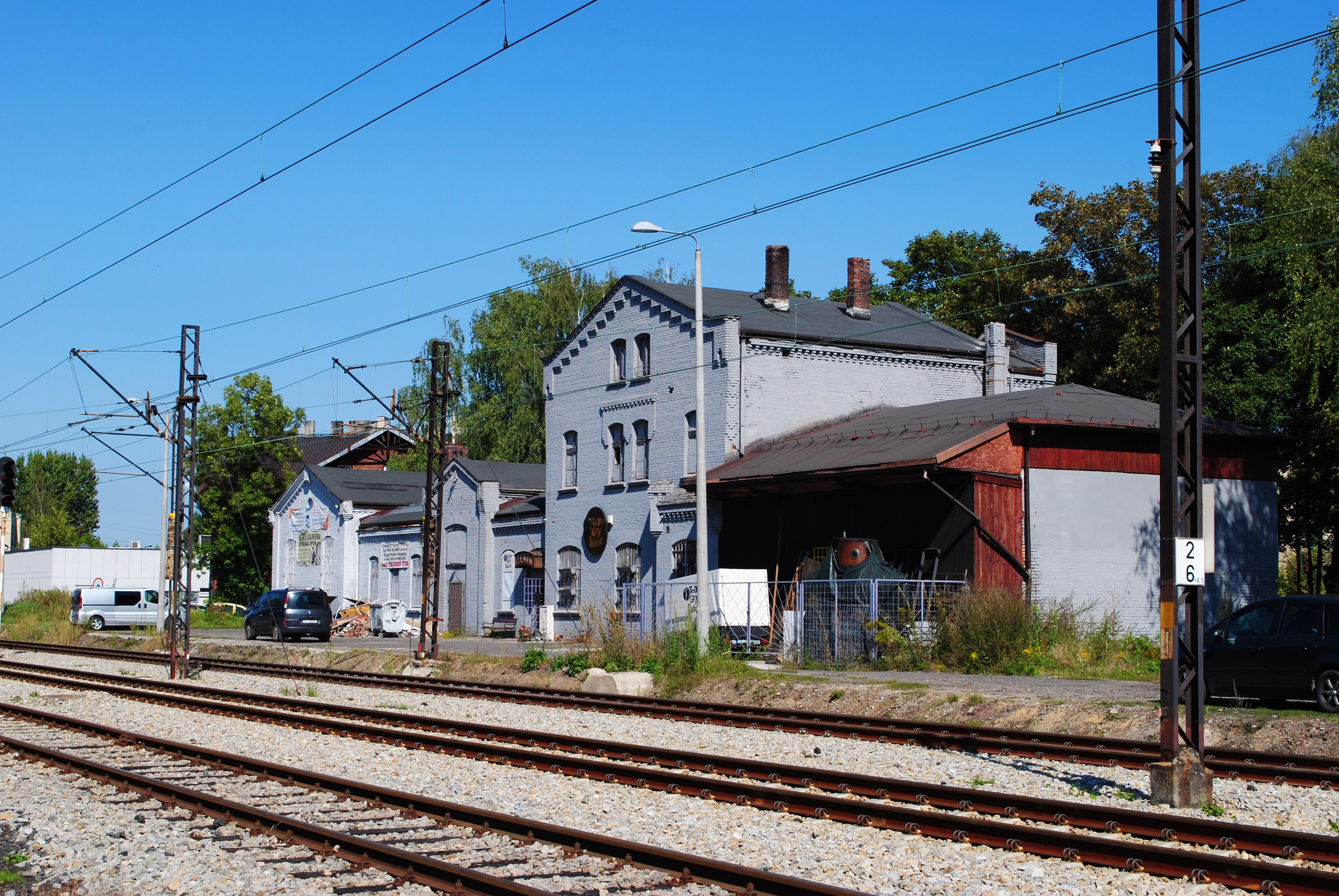
Budynek dworca kolejowego na stacji kolejowej Katowice Dąbrówka Mała, który był pierwotnie siedzibą teatru Gry i Ludzie (2020)

Teatr Gry i Ludzie to niezależna grupa lokalnych artystów, którą tworzą ludzie o różnych korzeniach i doświadczeniach scenicznych. Jest to zespół podróżujący, występującym na scenach krajowych i zagranicznych. Teatr ten prowadzony jest przez Stowarzyszenie Ogrody Teatru.
Repertuar teatru stanowią przedstawienia plenerowe, a także parady, akcje, widowiska happeningowe czy spektakle dla dzieci. Przygotował następujące rodzaje spektakli:
- przedstawienia plenerowe, w tym: Bolero, Ptasia Parada (we współpracy z Teatrem Biały Klaun z Ukrainy), Lustro, Spacer Aniołów, Śpiący Rycerze (na otwarcie Uniwersjady w Zakopanem), Parada Wenecka[2], Ballada o Janie Wnęku[10], Kuglarze, Facelifting, Noc Świętojańska[2], Parada Steampunku[11] czy Straszki[12];
- przedstawienia dla dzieci, w tym: Morskie opowieści Kapitana Guliwera, Koty Trzy, Takie sobie bajeczki, Opowieści Wagantów, Cyberbajarz, Bajkomat, Ani me, ani be…, Kot w Butach, Dobry Las[13], Szewczyk Dratewka, Bajka o księciu i złym Smogu[10] czy Mama bohatera[13];
- przedstawienia dla dorosłych, w tym: Miłość Fedry Sarah Kane i Niezidentyfikowane szczątki ludzkie i prawdziwa natura miłości Brada Frasera(inne języki)[2], Męczennicy Mariusa von Mayenburga[10], Jutro Australia Hanocha Levina, Kwanty, Krawcowa[2], Dzikość serca, Odyseja Alicji, Umrzeć ze śmiechu, Zemsta. Dell'arte[14] czy Fake News[10].

Teatr Gry i Ludzie występował na festiwalach i podczas innych wydarzeń w wielu miastach Polski. Wielokrotnie uczestniczył w Malta Festivalu w Poznaniu, Festiwalu Sztuka Ulicy w Warszawie czy gdańskiej „Fecie” oraz za granicą: na Międzynarodowym Festiwalu Promocji Kultury Europejskiej w Tunezji, Sziget Festivalu i Olimpiadzie Teatralnej w Budapeszcie, Volt Festivalu w Sopronie czy Loolapaloozie w Berlinie, a także w Holandii i Zjednoczonych Emiratach Arabskich podczas Expo 2020. Uczestniczy także w ramach organizowanych cyklicznie wydarzeniach lokalnych, w tym m.in.: Letniego Ogrodu Teatralnego, Nocy Teatrów Metropolii. 
Teatr podejmuje współpracę ze środowiskami związanymi z teatrami instytucjonalnymi oraz innymi teatrami niezależnymi, a także instytucjami takimi jak m.in.: Teatr Śląski w Katowicach, Urząd Marszałkowski Województwa Śląskiego, Ministerstwo Kultury i Dziedzictwa Narodowego, Urząd Miasta Katowice czy Katowice Miasto Ogrodów – Instytucja Kultury im. Krystyny Bochenek.
Siedziba teatru mieści się w Senie Gliwickiej 120, położonej przy ulicy Gliwickiej 120 w Katowicach, na terenie dzielnicy Załęże. Znajduje się tam sala z 287 miejscami dla widowni. W siedzibie teatru odbywają się także wydarzenia gościnne – stand-upy, kabarety, wieczory improwizacji, przedstawienia teatralne czy koncerty.

## Nagrody i wyróżnienia
- Złota Maska za spektakl Zemsta. Dell'arte w reżyserii Matteo Spiazziego[2].